# جون جيمس (شاعر أمريكي)
جون جيمس (بالإنجليزية: John James)‏ هو شاعر أمريكي، ولد في 26 مايو 1987 في لونغ بيتش في الولايات المتحدة.